# Obojživelné vozidlo

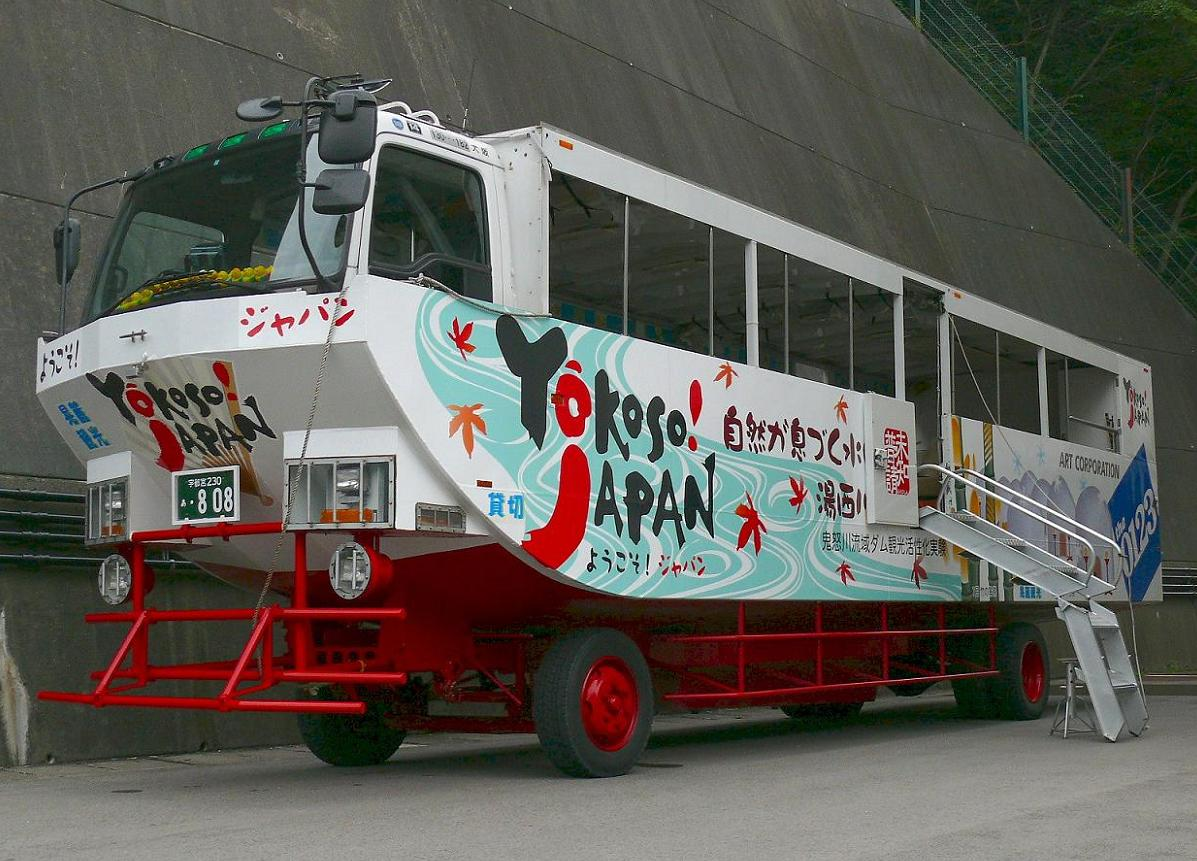
Obojživelný turistický autobus americké výroby v Japonsku

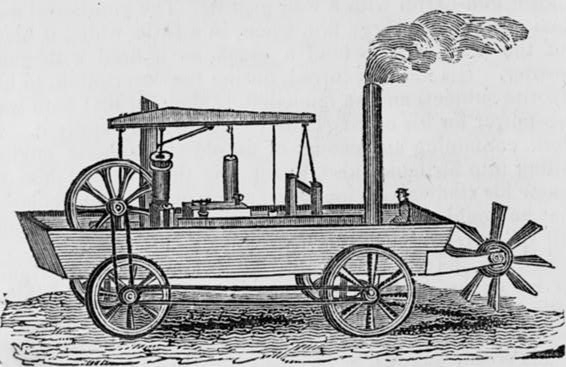
Návrh parního obojživelného vozidla z roku 1805, autor Oliver Evans

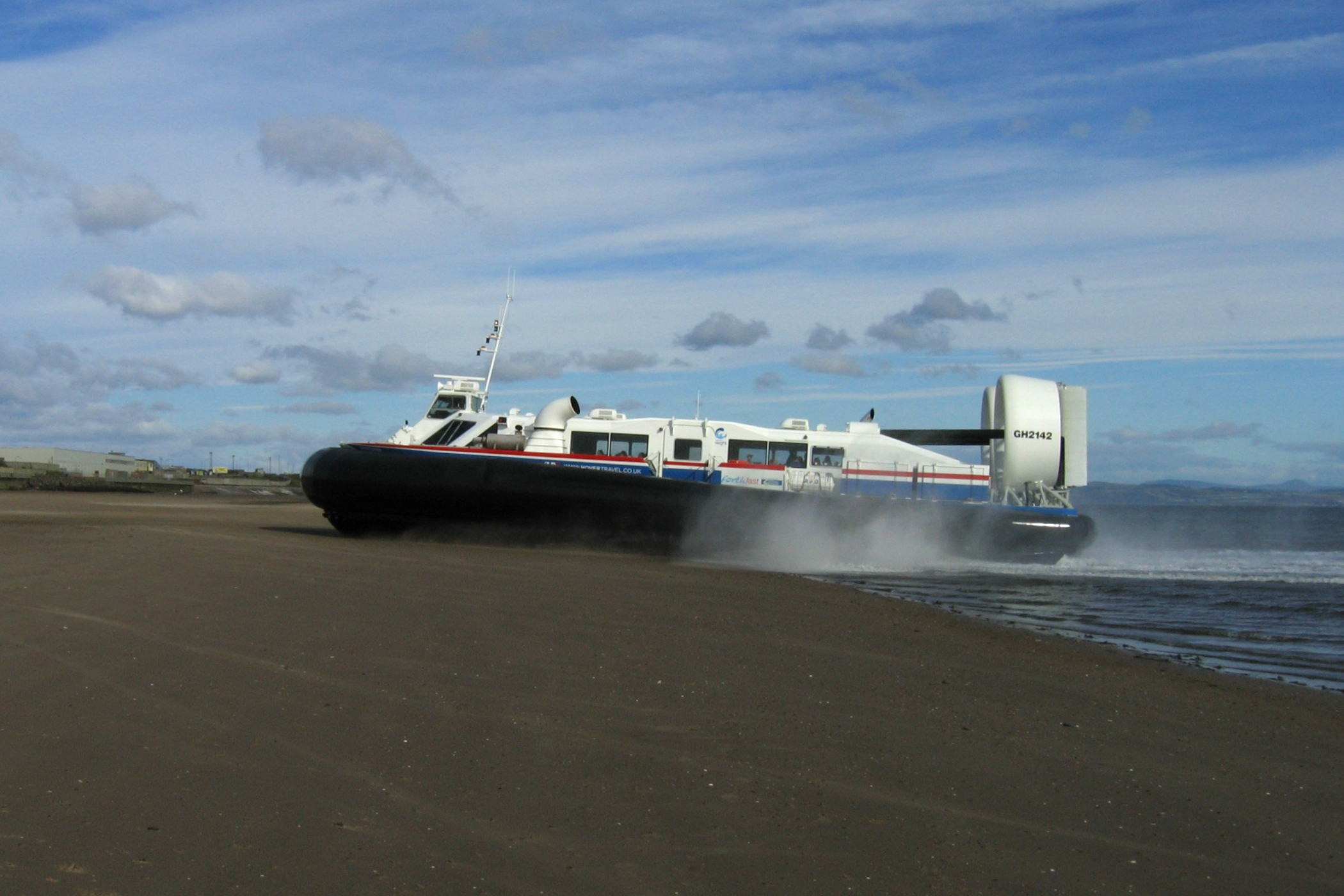
Vznášedlo vyjíždějící z vody na souš

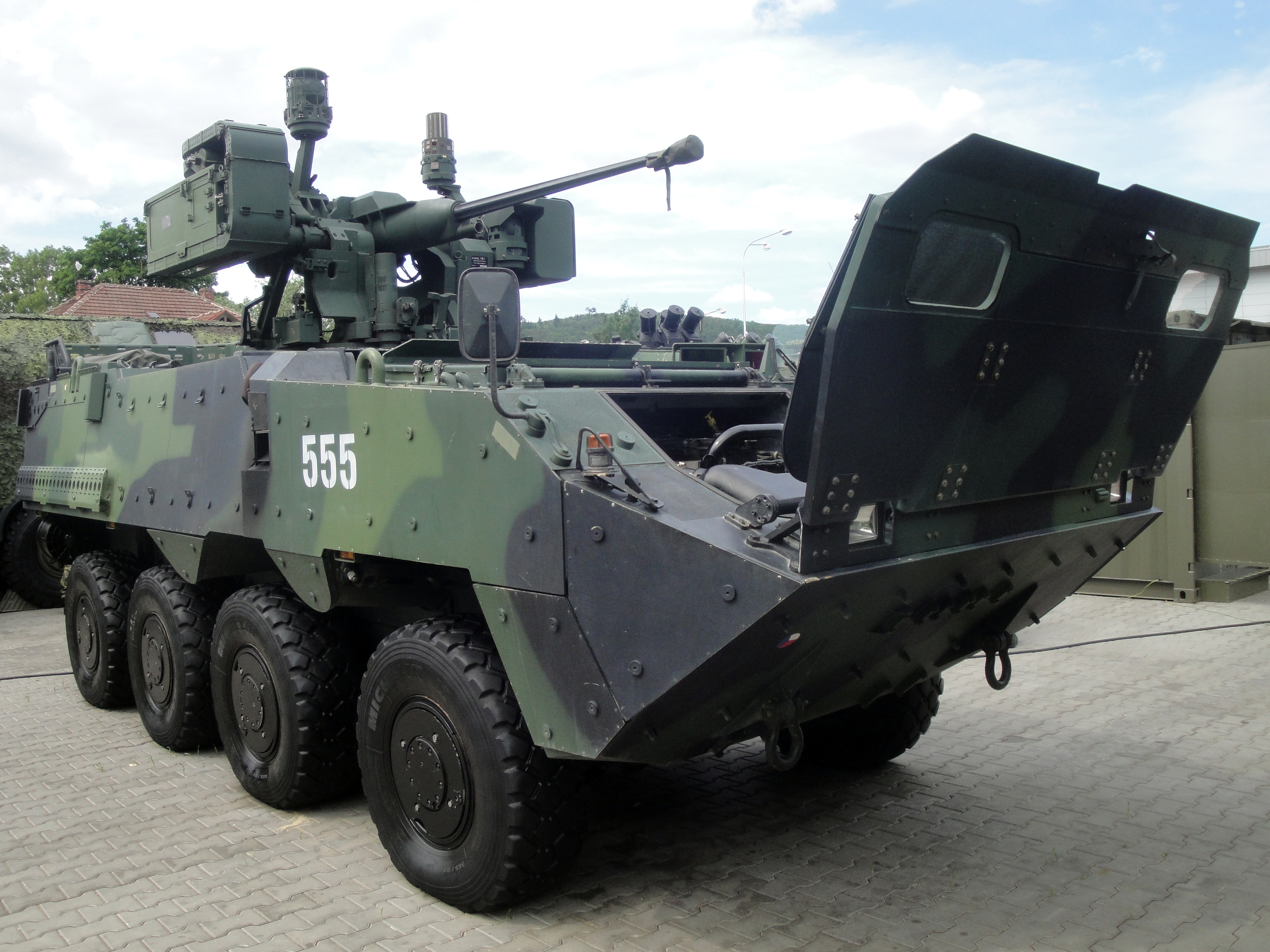
Obrněný kolový transportér Pandur II s vyklopeným vlnolamem

Obojživelné vozidlo je typ vozidla které se, stejně jako obojživelník, může pohybovat po souši i vodě. Obojživelná vozidla mohou být kolová nebo pásová. Pro pohyb ve vodě pak mohou být použita kola, pásy, lodní šrouby nebo vodní pumpy. Obojživelná jsou z principu své funkce také vznášedla. 
První takové vozidlo s vlastním pohonem, parní bagr pojmenovaný Orukter Amphibolos, představil americký vynálezce Oliver Evans v roce 1805, i když není známo, že by se kdy pohyboval po souši. O rok později, tedy v roce 1806, spojil Francouz Fournier trup lodi a karoserii jakéhosi vozu, a to už byl opravdový obojživelník.
Během druhé světové války byly některé tanky přestavěny na obojživelné, jako např. M4 Sherman, ze kterého vznikl DD tank, který byl úspěšně použit při vylodění v Normandii, při invazi v jižní Francii 15. srpna 1944; při překročení Rýna 23. března 1945 a v několika operacích na italské frontě v roce 1945. 

## Vybrané příklady obojživelných vozidel
- obojživelné tanky:
  - DD tank obojživelná verze tanku M4 Sherman
  - lehký tank PT-76
  - lehký tank M551 Sheridan
- obrněné kolové transportéry: 
  - OT-64
  - Pandur I a Pandur II
  - BTR-60
- lehké obojživelné automobily:
  - Ford GPA a GAZ-46
  - Volkswagen Schwimmwagen
  - Škoda MOŽ-2
  - Gibbs Aquada
  - Amphicar
- obojživelné nákladní automobily: 
  - DUKW a BAV 485
  - Terrapin
  - Alvis Stalwart
  - Su-ki
- obojživelná nákladní vozidla: 
  - LARC-V
  - LARC-LX
- pásový transportéry: 
  - PTS
  - LVT
  - M29 Weasel
- obojživelný tahač Landwasserschlepper

## Galerie

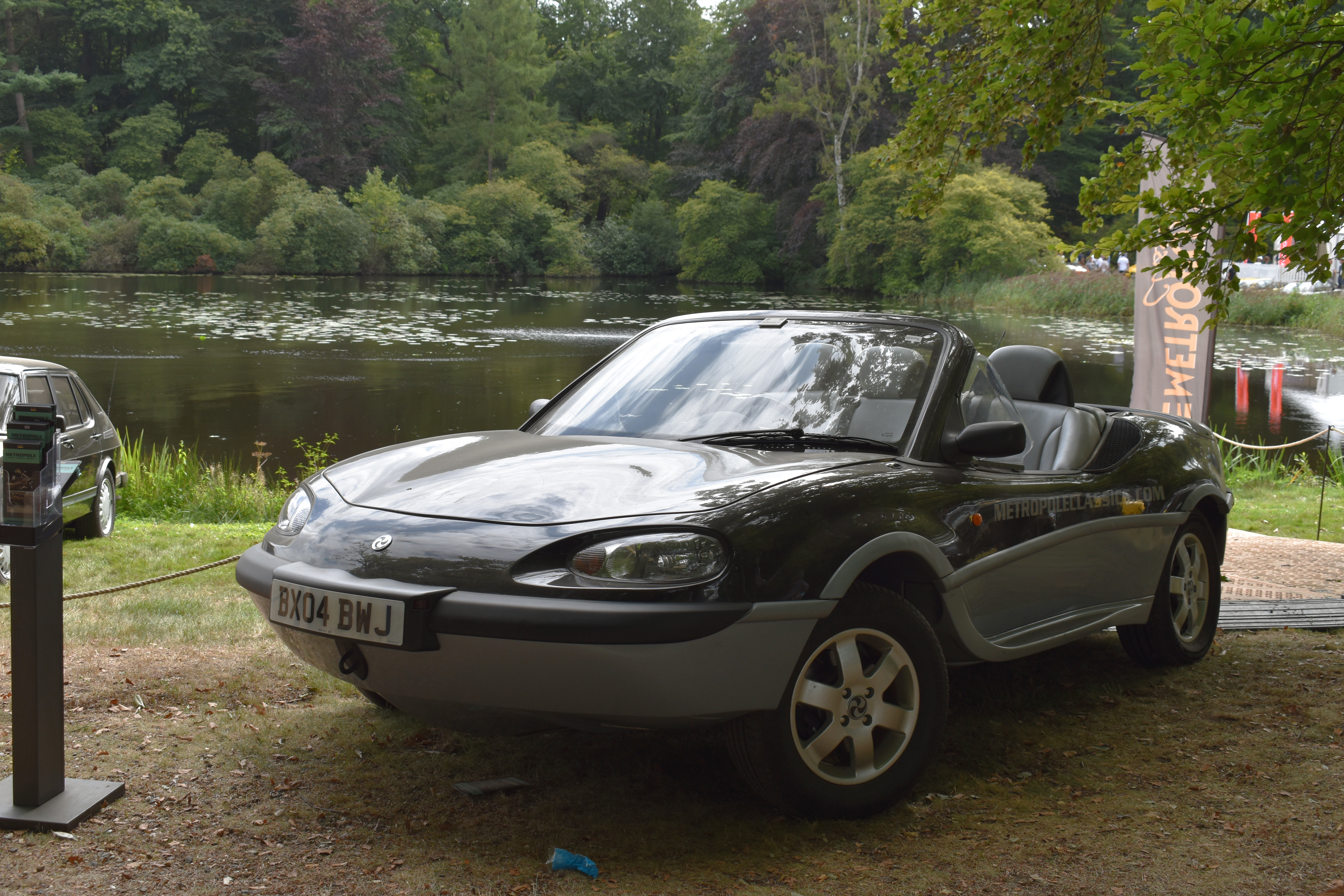
Obojživelný automobil Gibbs Aquada
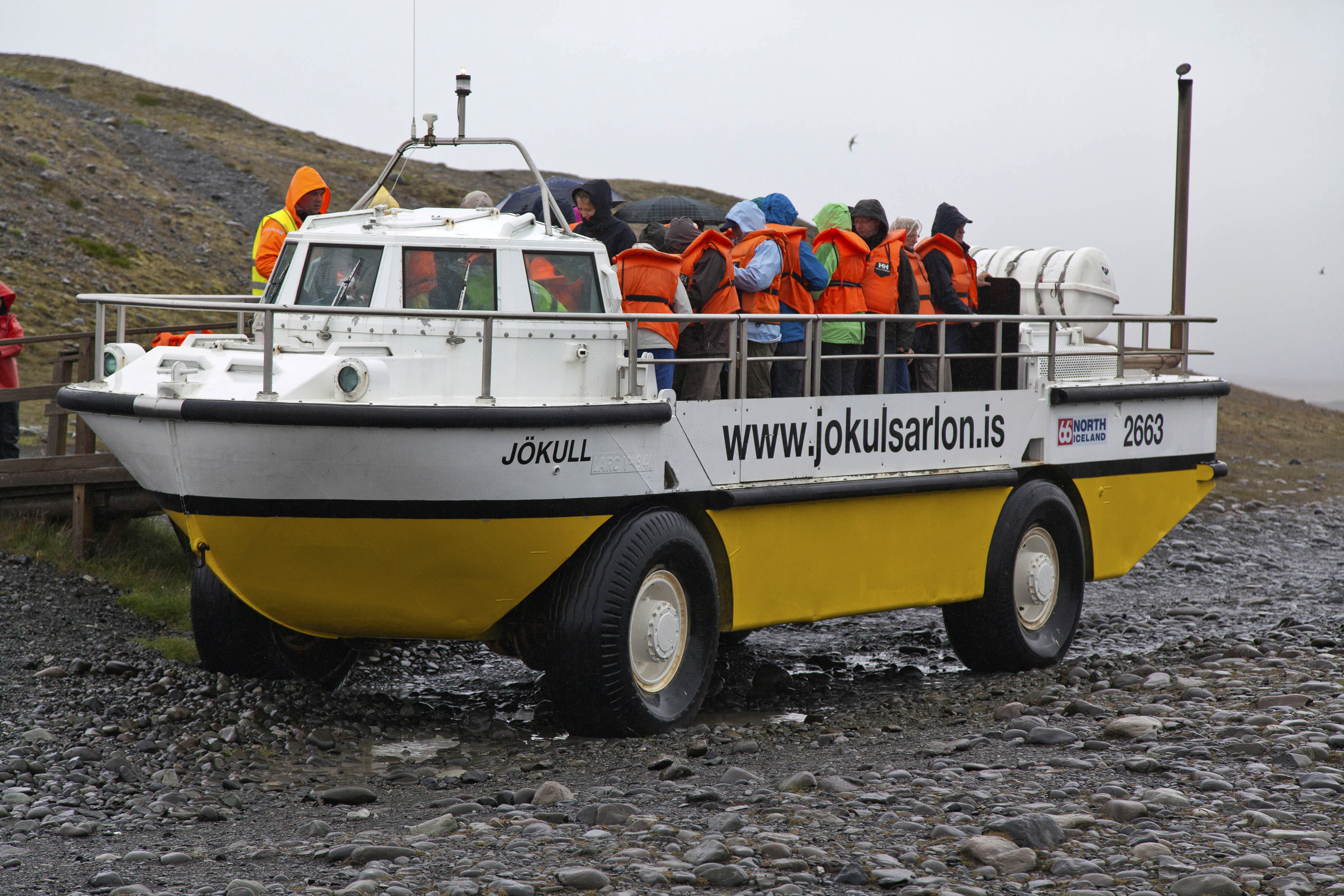
LARC-V
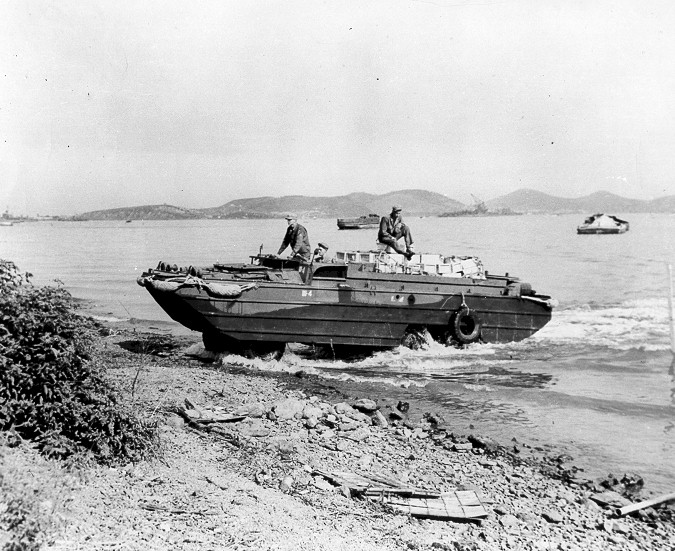
DUKW
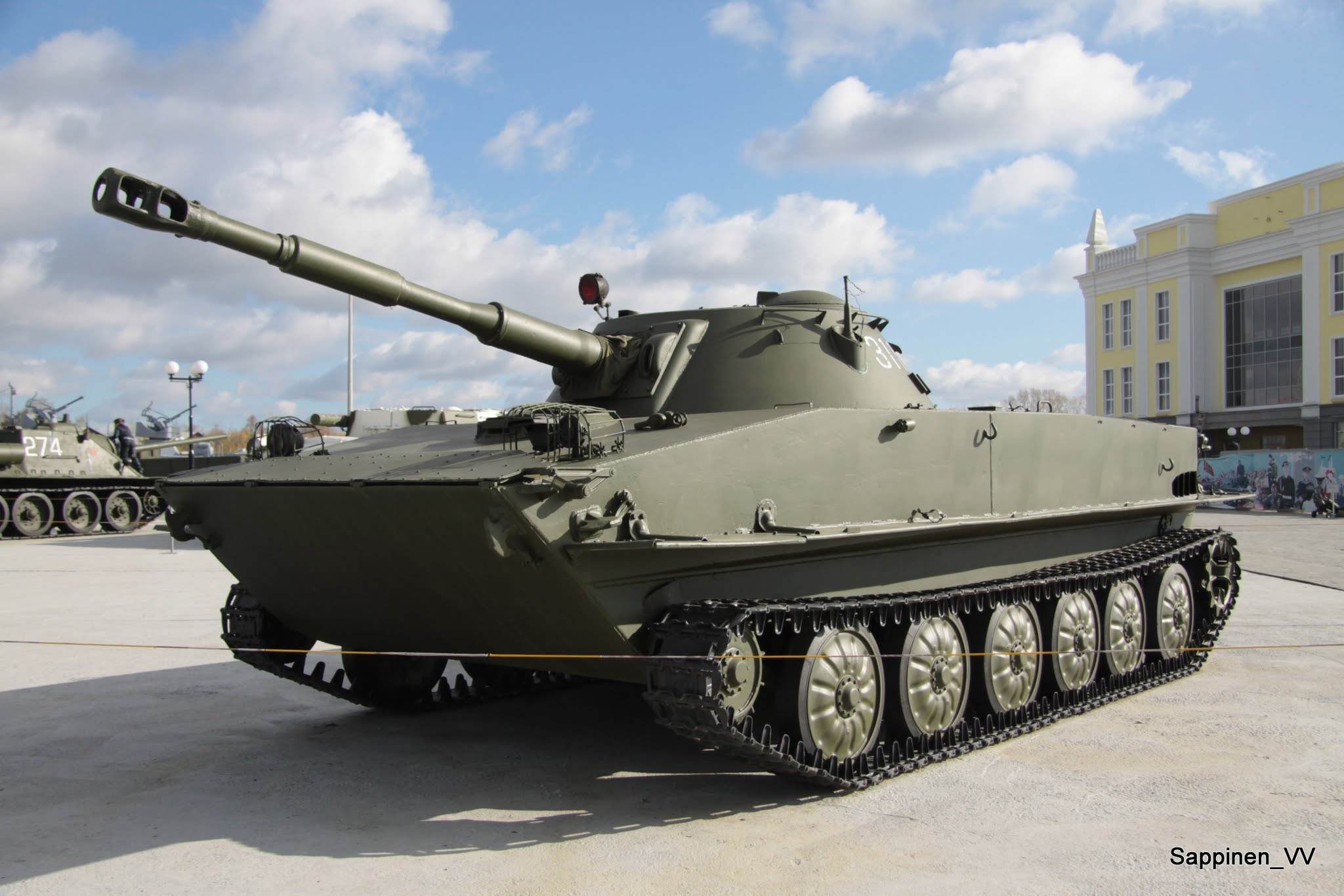
Tank PT-76
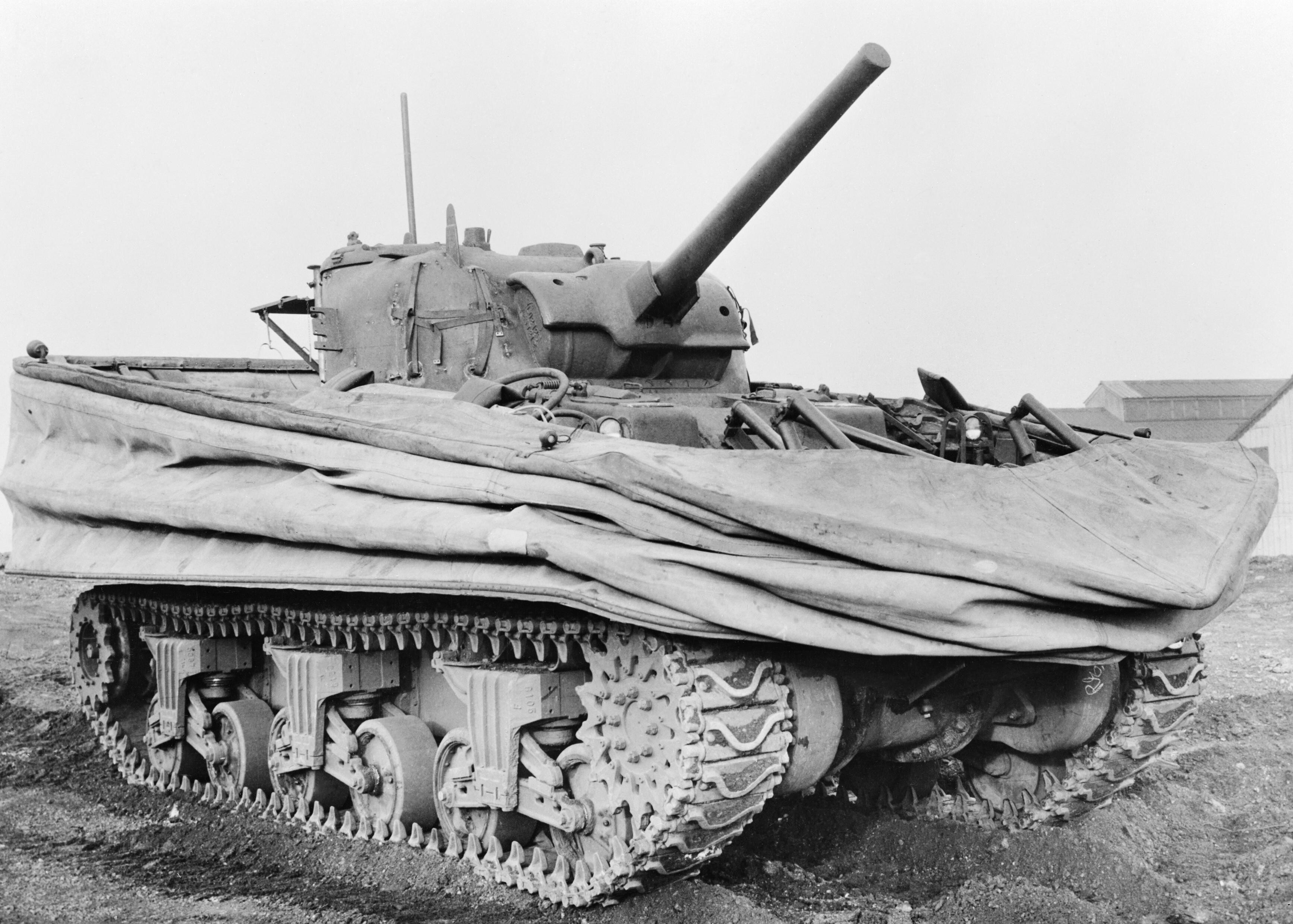
DD tank
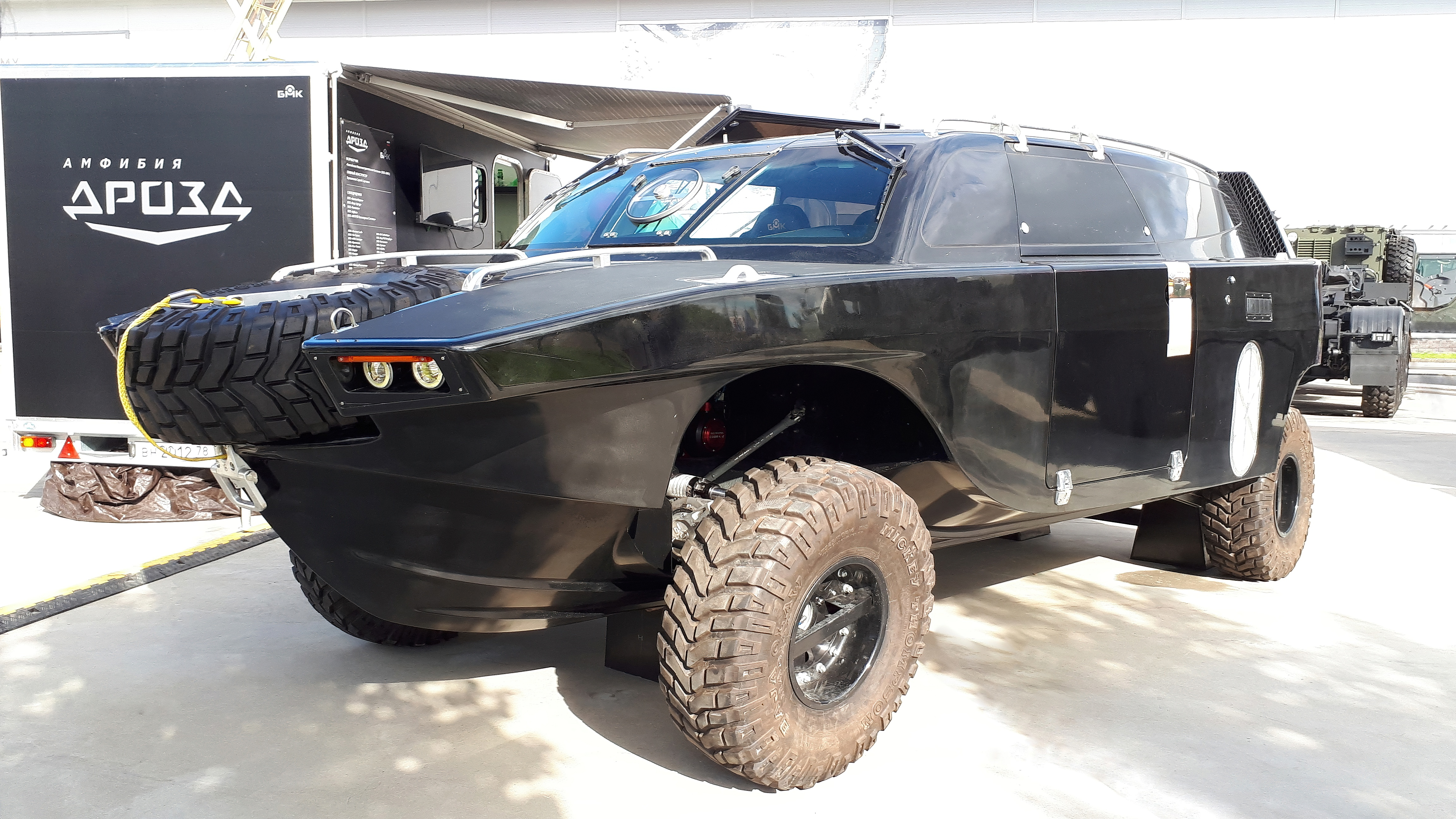
Vozidlo "Drozd" na výstavě Armáda-2020
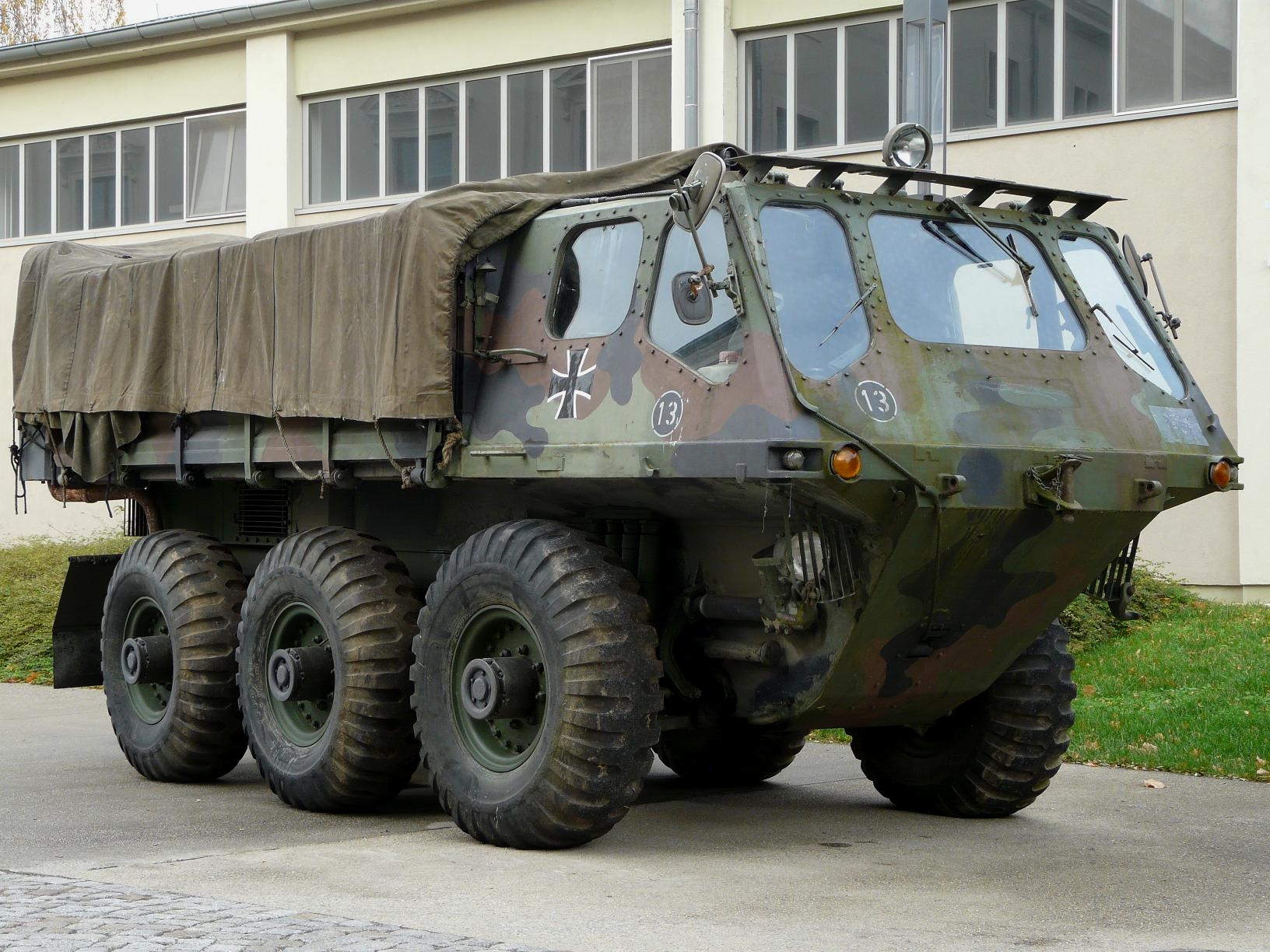
Alvis Stalwart